# Hüttenbach (Simmelsdorf)

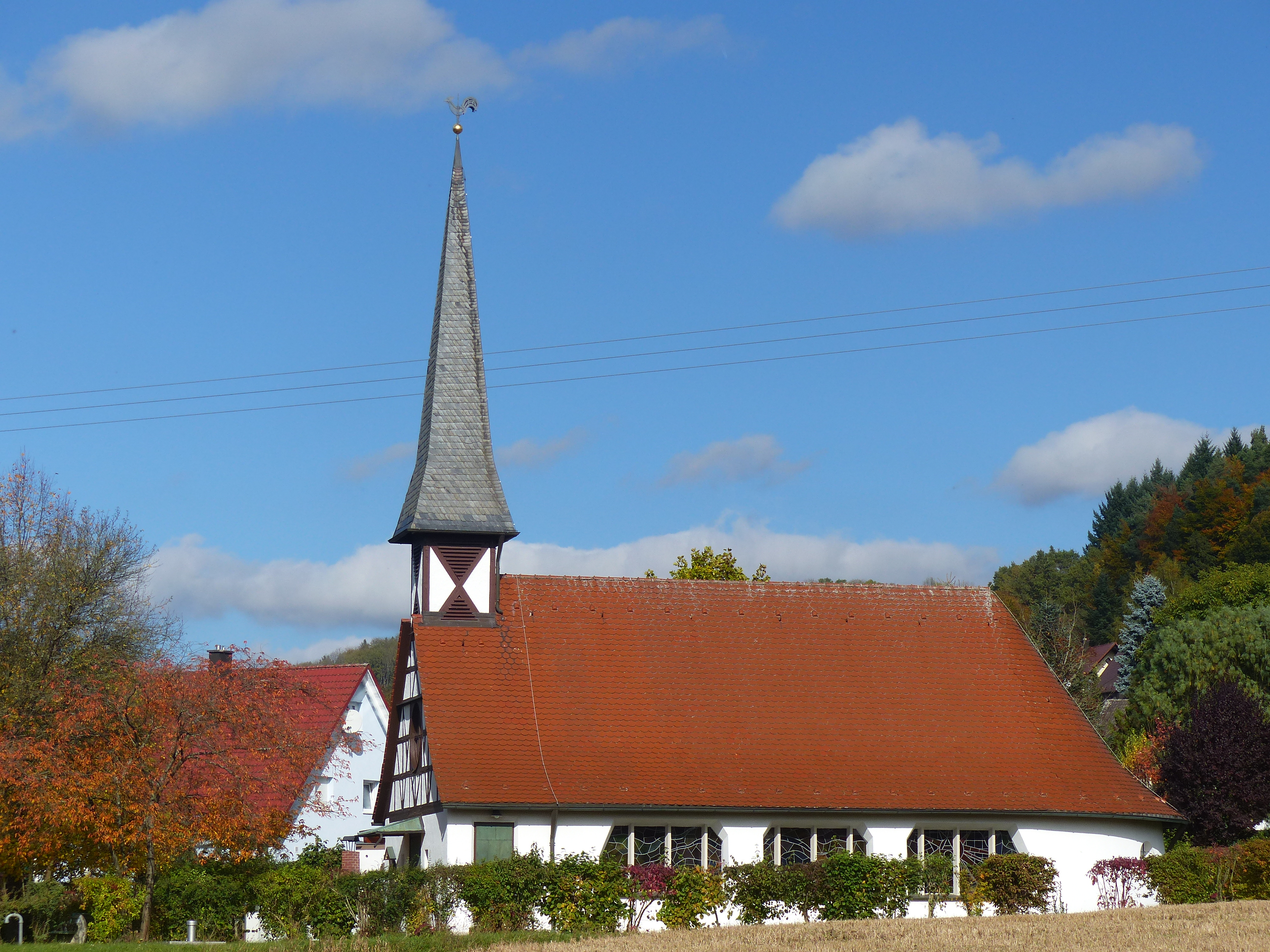
Die evangelisch-lutherische Kirche des Ortes

Hüttenbach ist ein Gemeindeteil von Simmelsdorf im Landkreis Nürnberger Land (Mittelfranken, Bayern). Die Gemarkung Hüttenbach hat eine Fläche von 4,156 km². Sie ist in 1190 Flurstücke aufgeteilt, die eine durchschnittliche Flurstücksfläche von 3492,59 m² haben. In ihr liegen neben dem namensgebenden Ort die Gemeindeteile Bühl und Kaltenhof. Mit über 1000 Einwohnern ist Hüttenbach der größte Ort der Gemeinde.

## Geografie
Das Dorf liegt in einem Talkessel der Haunach. Im Ortszentrum mündet diese verrohrt als rechter Zufluss in den Grundelbach. Die Staatsstraße 2241 durchläuft den Ort und führt nach Simmelsdorf bzw. nach Oberndorf. Gemeindeverbindungsstraßen führen nach Unterwindsberg (0,9 km westlich), am Kaltenhof vorbei nach Oberwindsberg (1,8 km westlich), zur Kreisstraße LAU 3 (1,8 km nördlich) und nach Bühl (0,6 km südöstlich).

## Geschichte
Bereits 1140 erschien mit Engelhard und Eschwin von Hüttenbach urkundlich ein Ministerialengeschlecht, von dessen Wasserburg an der Haunach teilweise noch der Wassergraben erhalten ist. 1254 ist ein Engelhard von Hüttenbach (d. J.) Zeuge für den Reichsministerialen Hiltpolt von Lauf-Hiltpoltstein. Im 14. Jahrhundert zählten Hüttenbacher zu den Burghütern der böhmischen Burg Rothenberg. Spätestens um 1400 war der Sitz in den Händen eines Philipp Hiltpoltsteiner, ebenfalls ein Nachfahre aus der Hiltpoltstein-Rothenberger Dienstmannschaft. Dieser gründete 1420 das Bergwerk auf dem Berg „Huzpühel“.
1487 erwarb Heinrich Türriegel von Riegelstein, Pfleger von Betzenstein und Stierberg, das Rittergut. Dieser trat den Besitz schon 1491 an den Nürnberger Patrizier Anton Tucher ab, der ihn 1503 an Fritz von Seckendorff verkaufte, der zu den Ganerben des Rothenbergs zählte. Damals bestand der Sitz aus einem viergeschossigen Wohnturm, zwei Kemenaten sowie einem Wassergraben mit Zugbrücke; im Vorhof verfügte der Sitz über ein Voithaus, einen Stadel, ein Brauhaus und zwei Nebenhäuser. Im 16. Jahrhundert wurde der Wohnturm durch einen angebauten Treppenturm erschlossen.

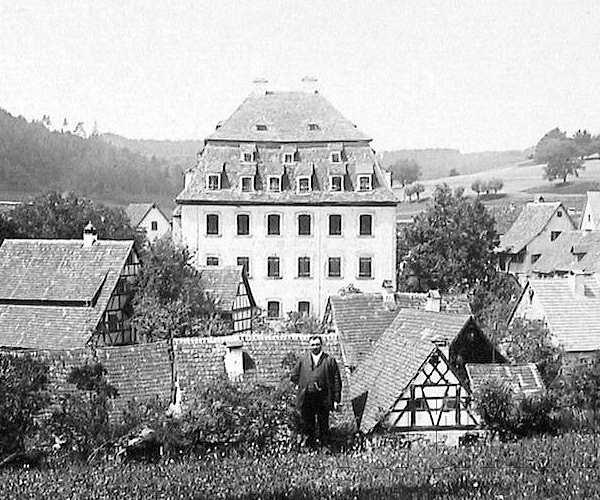
Schloss Hüttenbach

1528 kaufte Pankraz Lochner von Winterstein den Besitz, der fortan bis 1906 Stammsitz der Freiherrn Lochner von Hüttenbach blieb. Unter Carl Dietrich Lochner kam es zum Abbruch eines großen Teils der alten Burg und zum Bau des neuen Schlosses, der bis etwa 1766 abgeschlossen wurde, ein barocker fünf- und sechsachsiger Baukörper. Von der alten Burg hat sich nur nördlich ein kleinerer Flügel unbestimmten Alters erhalten. Ihm ist nordwestlich ein Treppenturm mit einer Spindeltreppe angefügt. Der Bruder Joseph Christian Lochner übernahm sodann den Besitz des möglicherweise überschuldeten Bauherrn, an den eine Inschriftentafel über dem Westportal erinnert. Im Inneren sind zahlreiche Teile der originalen Ausstattungsteile aus der Bauzeit wie Stuckdecken, Türen, Schlosserarbeiten und Öfen erhalten. Trotz Verschuldung konnte das Geschlecht den Besitz noch einige Zeit halten.
Baron Adam Joseph Lochner starb 1866 auf Schloss Hüttenbach. Der letzte Lochner zu Hüttenbach, Josef Simon, ein bayerischer Offizier, blieb ohne Erben und verkaufte das Schloss 1906 dem Frankfurter Bankier Rudolf Plochmann. Die Ländereien des einstigen Ritterguts waren  zuvor an die Tucher von Simmelsdorf veräußert worden. 1934 wurde das Schloss an den Verein „Schloß Hüttenbach e. V.“ verkauft, der sich seither um die Erhaltung des Baudenkmals bemüht. Durch den gesunkenen Grundwasserspiegel wurde die Pfahlrostgründung beschädigt. Der Verein hat das Schloss von 1979/80 bis 1990 aufwändig restauriert, unter anderem durch Unterfangung mit einem Betonsockel.

### Jüdische Gemeinde Hüttenbach
Hüttenbach hatte eine lebendige jüdische Geschichte. Vom Beginn des 16. Jahrhunderts bis 1938 existierte im Ort eine jüdische Gemeinde, die vor dem Jahr 1700 die größte jüdische Gemeinde im Kurfürstentum Bayern war. Die 1619 erstmals erwähnte Synagoge wurde 1938 bei den nationalsozialistischen Novemberpogromen vollkommen zerstört, die jüdische Schule ist heute ein Wohngebäude. An die Gemeindemitglieder erinnern einige Stolpersteine.

### 19. Jahrhundert
Mit dem Gemeindeedikt im Jahr 1808 entstand der Steuerdistrikt Hüttenbach und die Ruralgemeinde Hüttenbach. Zu diesem bzw. zu dieser gehörten  Bühl, Kaltenhof, Oberndorf, Oberwindsberg, Sankt Martin und Unterwindsberg. Mit dem Zweiten Gemeindeedikt (1818) wurde die mittelbare Ruralgemeinde Hüttenbach gebildet, zu der Bühl und Kaltenhof gehörten. Sie unterstand in Verwaltung und Gerichtsbarkeit dem Landgericht Lauf. In der freiwilligen Gerichtsbarkeit jedoch waren das Lochner’sche Patrimonialgericht Hüttenbach zuständig. Im Zuge der Gebietsreform in Bayern wurde die Gemeinde am 1. Januar 1972 nach Simmelsdorf eingegliedert.

## Baudenkmäler
In Hüttenbach gibt es mehrere Baudenkmäler. Eines davon ist das Schloss Hüttenbach.